# Infern - Cant Sisè
El sisè cant de l'Infern de Dante Alighieri es desenvolupa en el tercer cercle, on es castiga el pecat de la gola; estem en la nit entre el 8 i el 9 d'abril de 1300 (Dissabte Sant), o segons altres comentaristes entre el 25 i el 26 de març de 1300. En aquest tercer cercle de l'infern hi ha els pecadors que tenien en vida el vici de la gola. El vigilant infernal d'aquest cercle és Cèrber, el gos de tres caps. Dante parla en aquest cas amb l'ànima de Ciacco un florentí que tractarà de qüestions polítiques i li anunciarà en forma de predicció les coses que passaran a la ciutat de Florència.

## Anàlisi del cant, Els golafres, Cèrber - vv. 1-33

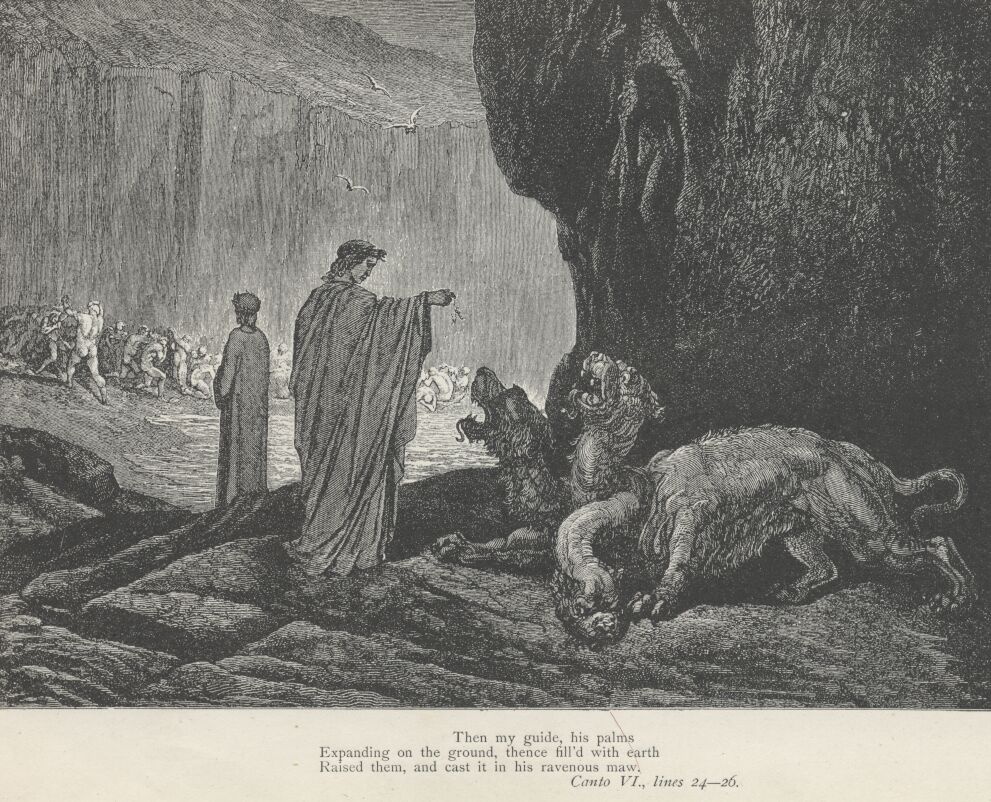
Gustave Doré. Virgili donant fang a Cèrber

El cant comença amb Dante, que es recupera del desmai després de parlar amb els dos cunyats Paolo i Francesca, i ara, mentre encara està confús per la tristesa i l'angoixa per aquells infeliços. Dante utilitza el terme pietat, però amb el sentit, de fet, d'angoixa. Segons altres interpretacions experimenta pietat o compassió perquè ell ha estat en perill de caure en l'amor passional abans de ser rescatat per Beatriu. No s'ha recuperat encara, quan veu nous condemnats i noves penes al seu voltant: pobres profans.
El tercer cercle és: "el de la pluja / eterna, maleïda, dura i freda", que cau sempre igual amb la mateixa intensitat; està composta per "granís gros" (pedra) barrejat amb aigua negra i neu, i s'aboca en l'aire tenebrós: la terra en rebre aquesta pluja fa pudor i es converteix en fang.
Aquí es troba Cèrber, monstre cruel i divers, que lladra amb tres caps sobre els condemnats submergits en el fang.
Fins i tot Cèrber és un personatge de l'Avern de Virgili (Eneida, Llibre VI, v. 417) i la descripció de Dante es basa en la del seu mestre, encara que no menciona la crinera de serps de que parlava el seu mestre. Aquí la bèstia és més monstruosa, per una descripció que fa entre humana i bestial, i pel fet que s'empassa el fang llançat per Virgili i no un pastís soporífer que conté mel i farina pastada amb "herbes sopriferes", com va ser el cas en el viatge d'Enees.
Es descriu Cèrber amb els ulls vermells, la barba greixosa i negra, ventre inflat i mans amb ungles, amb les quals esgarrapa els condemnats i els esquartera; a més amb els seus udols els ensordeix, els fa embogir, per la qual cosa les ànimes voldrien ser sordes ("atordeix tant / els esperits, que voldrien ser sords." vv. 32-33). Cèrber en la mitologia és un símbol de la cobdícia (és per això que el trobem en aquest cant) i fins i tot la discòrdia, per les lluites entre els seus diferents caps: No és d'estranyar, ja que en el cant es parlarà justament de les discòrdies florentines.
Quan Cèrber veu Dante i Virgili, obre la boca i els ensenya els ullals, sense tenir un sol múscul immòbil. Llavors Virgili estén les mans i llança en les seves "goles anhelants" ("canne", canyes per goles, d'acord amb un llenguatge vulgar) dos grapats de terra, que el gossàs s'afanya a menjar, com aquells gossos que 
desitjosos del menjar borden i després simplement s'aturen un cop l'aconsegueixen:
"Com el gos afamat que està lladrant
i quan mossega la menjussa es calma
ocupat en l'esforç de devorar,"
(vv.: 28-30)

## Ciacco - vv. 34-93
La pena dels golafres és un càstig de contrapàs per analogia genèrica: ja que en vida són similars als animals, són condemnats a arraulir-se per terra com animals, en la seva brutícia i flagel·lats en la intempèrie. De fet, ells estan prostrats a terra i la pluja els fa udolar com gossos (com bèsties); es cobreixen els uns als altres (arrossegant-se com cucs) "girant sense parar, pobres profans".

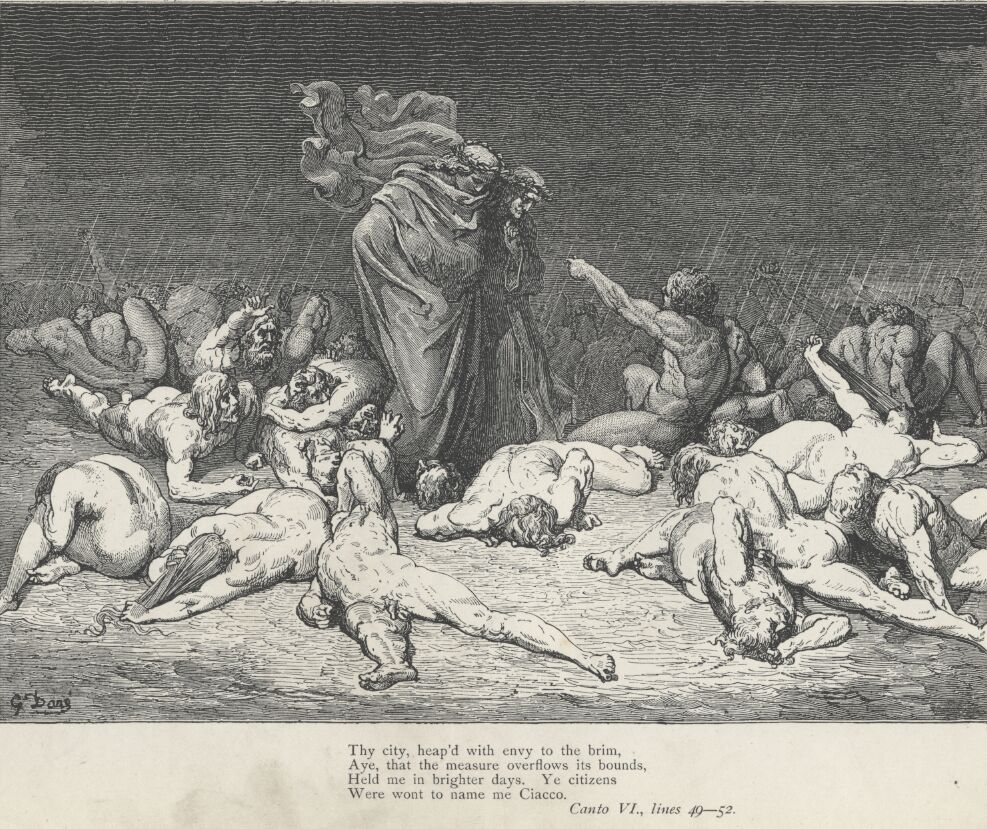
Gustave Doré. El tercer cercle. Ciacco interpel·lant Dante i Virgili

També el contrapàs com ja hem comentat en el cant cinquè, pot ser, per contrast: mentre que a la vida els golafres han anat a la recerca dels més grans plaers culinaris, ara a l'infern estan obligats a romandre tombats en el fang sota una pluja forta i pudent; i mentre en la vida han viscut per les exigències del cos, ara apareixen a Dante com ombres buides, i els és negat l'embolcall de la carn. A més, la satisfacció del sentit de l'olfacte a través dels aliments, és castigada per la pudor de la terra, en la qual es veuen obligats a enfonsar-se eternament.
Mentre que Dante i Virgili caminen a través de la massa de fang i ànimes abatudes per la pluja i avancen trepitjant-les (aquest és un dels pocs casos a l'infern on les ànimes són només ombres sense cos, una condició teòricament genèrica, però que en l'Infern, Dante sovint no té en compte, i que serà freqüent en el Purgatori) una d'aquestes ànimes es posa dreta tan aviat com ells se li posen al davant.
Aquesta ànima parla a Dante desafiant-lo a què la reconegui, ja que el poeta era viu abans que el condemnat fos desfet (és a dir, mort), Dante no el reconeix a causa del seu lamentable estat (sigui per la desfiguració física, o la moral). Llavors Dante li pregunta qui és i perquè està condemnat a aquest càstig, dient que si bé hi ha penes encara majors, cap és tan poc digna i desagradable, tant per veure-la com per sofrir-la.

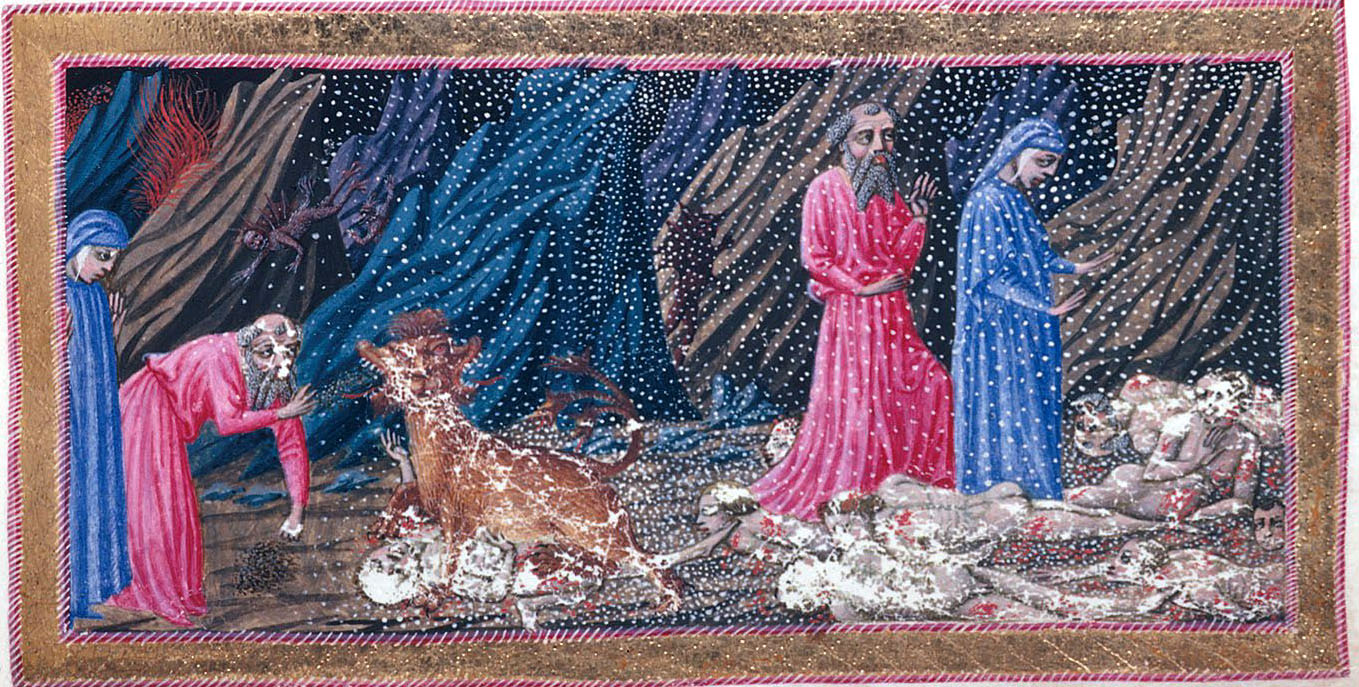
El tercer cercle, il·lustració del manuscrit de la British Library, Priamo della Quercia (secle XV)

Llavors Ciacco es presenta amb el seu nom (o malnom); no se sap segur qui és, ja que és un personatge que mai s'ha identificat amb precisió: es creu que el nom de Ciacco, però encara sense fonament, podria significar "porc", sigui referit, a la manera i la quantitat de menjar que consumia, o, més probablement, sigui un diminutiu florentí de Jacopo o Giacomo, originari de la mateixa ciutat de Dante (Florència), que està plena d'enveja de manera que ara "ja vessa el sac". És condemnat pel pecat de la gola, pel qual s'estova sota la pluja, però no està ell sol, ja que totes les ànimes al seu voltant estan allí per la mateixa pena.
"I va callar": el to d'aquest encontre és molt diferent de l'anterior amb Paolo i Francesca, i està caracteritzat en la grotesca figura de Ciacco amb uns certs trets còmics (per exemple, l'elecció del llenguatge per Dante més aviat senzill, amb rimes sobre doble consonant poc líriques com -acco -aggia i -anno) i, de vegades inquietant, com aquesta interrupció sobtada del discurs.
Impulsat per la seva intuïció, el poeta li demana una profecia sobre el destí de Florència (en realitat Dante no sabia fins ara que les ànimes, fins i tot les dels condemnats, poguessin profetitzar el futur) i, després d'una ràpida captatio benevolentiae, demostrant pietat en veure la seva condemna, o com diuen alguns comentaristes potser és que el coneixia: 
"... Ciacco, la teua 
dissort em pesa tant que em fa plorar"
(vv. 58- 59)
Dante fa tres preguntes al condemnat :
1. On aniran a parar els ciutadans de la ciutat partida ("partida", és a dir, dividida en dues parts, Florència)?
2. Existeix alguna persona justa a la seva ciutat?
3. Quina va ser la causa de tanta discòrdia? (Què va causar les lluites internes florentines)

Ciacco respon llavors amb una precisió fiscal a les tres preguntes en el mateix ordre en què se li han fet:
1. La primera resposta és la famosa profecia sobre Florència, la primera de la Comèdia, que tracta de les lluites entre güelfs blancs i negres entre 1300 i 1302: "després de llargues bregues, /vindrà la sang," referint-se a les baralles del Calendimaggio (primer de maig) de 1300, on un dels Cerchi va resultar greument ferit a la cara; "i la part més salvatge" (representada pels güelfs blancs, ja que els Cerchi, com a líders de les faccions, venien del camp) perseguirà l'altra amb molta duresa; llavors serà aquesta altra part la que caigui al cap de tres anys ("tres sols") i pujarà l'altra facció, gràcies a la força d'algú que ara "intriga i dubta" (és Bonifaci VIII que l'any 1300 encara és neutral); aquesta facció tindrà de forma superba el front alt durant molt de temps, mantenint l'altra part sota càrregues pesades, per molt que aquesta es queixi i s'indigni.
2. Només hi ha dos justos (dos, entés com a grup restringit de persones, i no només dos), i ningú els escolta: potser més que en dues figures reals cal pensar en el ressò de l'episodi bíblic del Gènesi on Abraham, tractant de salvar una ciutat destruïda per la corrupció, fa un pacte amb Déu, buscant almenys cinquanta homes "justos"; no obstant això, al final, tot i la disminució fins a deu, no pot trobar ningú excepte Lot i les seves filles.
3. supèrbia, enveja i avarícia són les tres espurnes que han encés els cors (acusació que Dante també repetirà a Brunetto Latini, en Inf. Cant XV).

El fet que Ciacco no parli a Dante del seu exili ha fet pensar a alguns (sobretot Boccaccio) que aquests primers poemes de l'Infern van ser escrits cap a 1301, és a dir, abans que el poeta arribés a saber res de la seva condemna. De fet, aquestes idees es basen en indicis molt febles (el mateix Ciacco cita esdeveniments de 1302 i explica com l'hegemonia dels güelfs "negres" serà llarga), i avui dia es tendeix a pensar que el poeta simplement volia desenvolupar gradualment la qüestió política i la de les profecies, deixant per a més endavant la profecia del seu exili, pronunciada per Farinata degli Uberti en el Desé Cant.
En els tres pecats (supèrbia, enveja i cobdícia) se sintetitza el judici de Dante sobre la història de la ciutat, profundament minada per l'enveja que sorgeix entre les parts, per la supèrbia i el desig de dominar tant per part dels grans o poderosos com del poble menut i per l'avarícia i la cobdícia mercantil.
Després d'aquestes paraules Ciacco queda mut i és Dante qui ha de demanar una altra petició: Quin és el destí d'un grup de florentins il·lustres de la passada generació,"que pretenien obrar bé"?(v. 81), "si ara tasten / la mel del cel o el verí de l'infern"? Aquests són Farinata degli Uberti, Arrigo (que no surt més en tota la Comèdia), Mosca dei Lamberti, Tegghiaio Aldobrandi, Iacopo Rusticucci. Ciacco diu que estan entre les ànimes més negres i que es troben en els cercles inferiors de l'infern per "diferents culpes".
Aquí té lloc una altra etapa en el procés de conversió del poeta: després d'haver vist que els efectes de la poesia amorosa, a la qual s'havia adherit en la seva joventut, poden conduir a la condemnació, amb l'episodi de Paolo i Francesca, ara el poeta descobreix que tampoc el valor polític en vida no garanteix la salvació divina.
Finalment Ciacco prega a Dante de recordar-lo en el món dels vius i a continuació, s'atura bruscament: "no dic res més, ni a res més et responc.". Llavors torçà grotescament els ulls, atenuant la mirada, sigui per l'esforç de romandre assegut mentre el seu destí l'empeny novament cap avall, o sigui perquè assaltat de nou per la bestialitat del seu grup (de les ànimes que es troben en el seu cercle) després de conèixer aquests pocs moments de lucidesa que li han estat concedits per parlar amb Dante; inclina el cap i s'enfonsa de nou en el fang, mentre que Virgili assegura que no s'aixecarà mai més fins al Judici Final, quan la trompeta angèlica anunciarà la vinguda de "l'alt poder, enemic seu", és a dir, Déu, l'enemic dels condemnats.

## Situació dels condemnats després del Judici Final - vv. 94-115

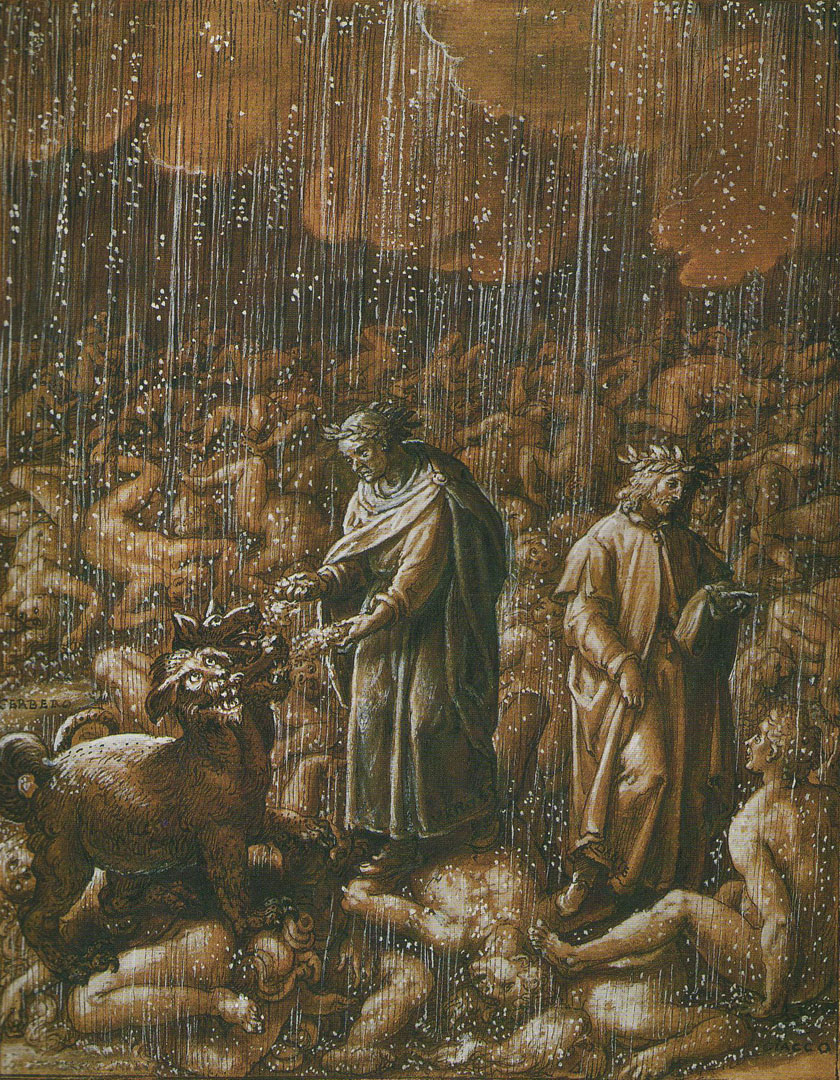
Cant 6, Giovanni Stradano, 1587

Virgili segueix parlant del dia del Judici Final, en què cada ànima reprendrà el seu cos "i sentirà com un retruny etern" ("udirà quel ch'in etterno rimbomba"), és a dir la seva sentència definitiva de condemna. Mentrestant, a mesura que passen per la "mixtura immunda"("sozza mistura") d'ànimes i fang, Dante té la inspiració per preguntar si els condemnats, després del "gran judici" ("gran sentenza"), tindran penes majors, més petites o iguals.
Virgili respon, però no abans d'invitar Dante a tornar a la seva ciència, o sigui la dels seus mestres de filosofia i teologia, que són Aristòtil i Sant Tomàs d'Aquino, segons els quals, com més perfecta és una cosa, com la unió de cos i ànima, més destinada és a percebre en major mesura el bé i el mal, perquè cada sentiment s'amplifica. I encara que aquesta "gent ja maleïda" ("gente maladetta") no arribarà mai a la perfecció ("in vera perfezion"), el que els espera és més, i no menys; la seva existència serà menys imperfecta en el dia del judici que no pas ara, per tant la pena i el dolor seran majors.
Dins de la Divina Comèdia aquests comentaris constitueixen una primícia: aquest és el primer punt en el qual Dante parla d'una qüestió doctrinal, respecte al tema delicat i insoluble de les dues fases de la vida dels morts. Pren com a referència, en aquest pas del sisè cant a Aristòtil i la mateixa doctrina de Tomàs d'Aquino.
Així ells van caminant en rodó al llarg de la vora del cercle, parlant de moltes altres coses que Dante no informa (i ja és el segon cop que calla, després de la conversa amb els quatre grans poetes en els Llimbs). Arriben així al punt on va baixant i allí trobaran el guardià del següent cercle: Plutó el gran enemic.